# Verticordia lehmannii
Verticordia lehmannii är en myrtenväxtart som beskrevs av Johannes Conrad Schauer. Verticordia lehmannii ingår i släktet Verticordia och familjen myrtenväxter. Inga underarter finns listade i Catalogue of Life.